# El Gordo (Cáceres)
El Gordo es un municipio y localidad española de la provincia de Cáceres, en la comunidad autónoma de Extremadura. El término municipal, perteneciente a la mancomunidad del Campo Arañuelo, tiene una población de 369 habitantes (INE 2024).

## Toponimia
El pueblo toma su nombre del apellido Gordo, muy común entre sus habitantes. El origen del apellido es abulense, dado que este pueblo perteneció a la provincia de Ávila hasta el 30 de noviembre de 1833 en que se hace una nueva división de la provincia y pasa El Gordo a la de Cáceres junto con algunos otros pueblos como Berrocalejo.

## Geografía
Se sitúa en una localización extraña ya que, a pesar de pertenecer a la provincia de Cáceres, para acceder por carretera a este pueblo es necesario pasar por la provincia de Toledo. No obstante, el pueblo no se halla en un exclave, sino que está físicamente arrinconado por las aguas del embalse de Valdecañas. Para llegar a El Gordo hay que ir por la autovía A-5 hasta el kilómetro 163 y tomar el desvío hacia CC-410. El pueblo está a 3 km por dicha carretera.

## Naturaleza
Fue a partir de 1963 cuando una población de cigüeña blanca eligió a este pueblo como el lugar preferido para su estiaje. Entonces se construyó el embalse de Valdecañas, con la presencia de grandes extensiones inundadas, contaban con abundante presencia de anfibios, pequeños reptiles y pececillos, que son su principal fuente de sustento.
A la entrada, un cartel señala la efemérides: «Villa del Gordo, el pueblo con la mayor colonia de cigüeñas de España», más de 400.

## Historia

### Origen: La Puebla de Naciados
Se desconoce exactamente el origen de El Gordo, si bien era un anexo de La Puebla de Naciados o, anteriormente, Puebla de Santiago del Campo Arañuelo. El paulatino despoblamiento de esta villa motivado por la pérdida de importancia del puente del Conde que cruzaba el río Tajo formando parte de la calzada romana que unía Zaragoza con Mérida y que, posteriormente, fue volado durante la llamada Guerra de la Independencia, por la construcción de los puentes del Arzobispo y de Almaraz, provocó el incremento de los habitantes en las aldeas dependientes como fue el caso de El Gordo y Berrocalejo.
Esta villa de La Puebla de Naciados, fue la capital del Campo Arañuelo. A ella pertenecían, aparte de los ya citados poblados de El Gordo y Berrocalejo, Valdeverdeja, en la provincia de Toledo y las alquerías de El Bravo, Valdelaosa, El Bañuelo y Bercinuño entre otras, así como Talavera la Vieja, la antigua población, hoy bajo las aguas del pantano de Valdecañas, que guardaba interesantes restos arqueológicos de su época romana, Bohonal de Ibor y La Poveda.
Restos romanos se encontraron en La Puebla, como la "fuente de los muertos" así como cerámicas más antiguas, por lo que se puede establecer la gran antigüedad de este asentamiento.

### Edad Media
A partir de la conquista de Toledo en 1085 y hasta la batalla de Las Navas de Tolosa en 1212 la frontera entre los reinos cristianos de Castilla y León y el taifa de Badajoz se establece entre Vascos (otro despoblado de la comarca) y Alija. La villa estaba defendida por el castillo de Alija y la fortaleza de Peñaflor que protegían el puente del Conde. Esa es la época de los Caballeros de Santiago y del repoblamiento de La Puebla, propiciado por la ciudad de Ávila, a cuya diócesis pertenecía y ha pertenecido hasta los años 60 del siglo XX, de los enaciados. La tradición les supone espías y, aunque en ocasiones pudieron ejercer este oficio, su ocupación era la de arrieros, actividad que se ha mantenido entre la gente de El Gordo hasta hace pocos años. Su oficio les posibilitaba el conocimiento de las lenguas de unos y otros, por lo que, frecuentemente eran utilizados en misiones de embajada y, naturalmente, también de espionaje aunque, por su continuo ir y venir, eran los habituales transmisores de noticias. 
En 1393, Enrique III el Doliente, coloca la villa bajo el señorío del Condestable Dávalos. En 1423 las villas de Candeleda y la Puebla de Santiago pasan a propiedad de Pedro Zúñiga, justicia mayor del reino.

### Condado de Miranda del Castañar

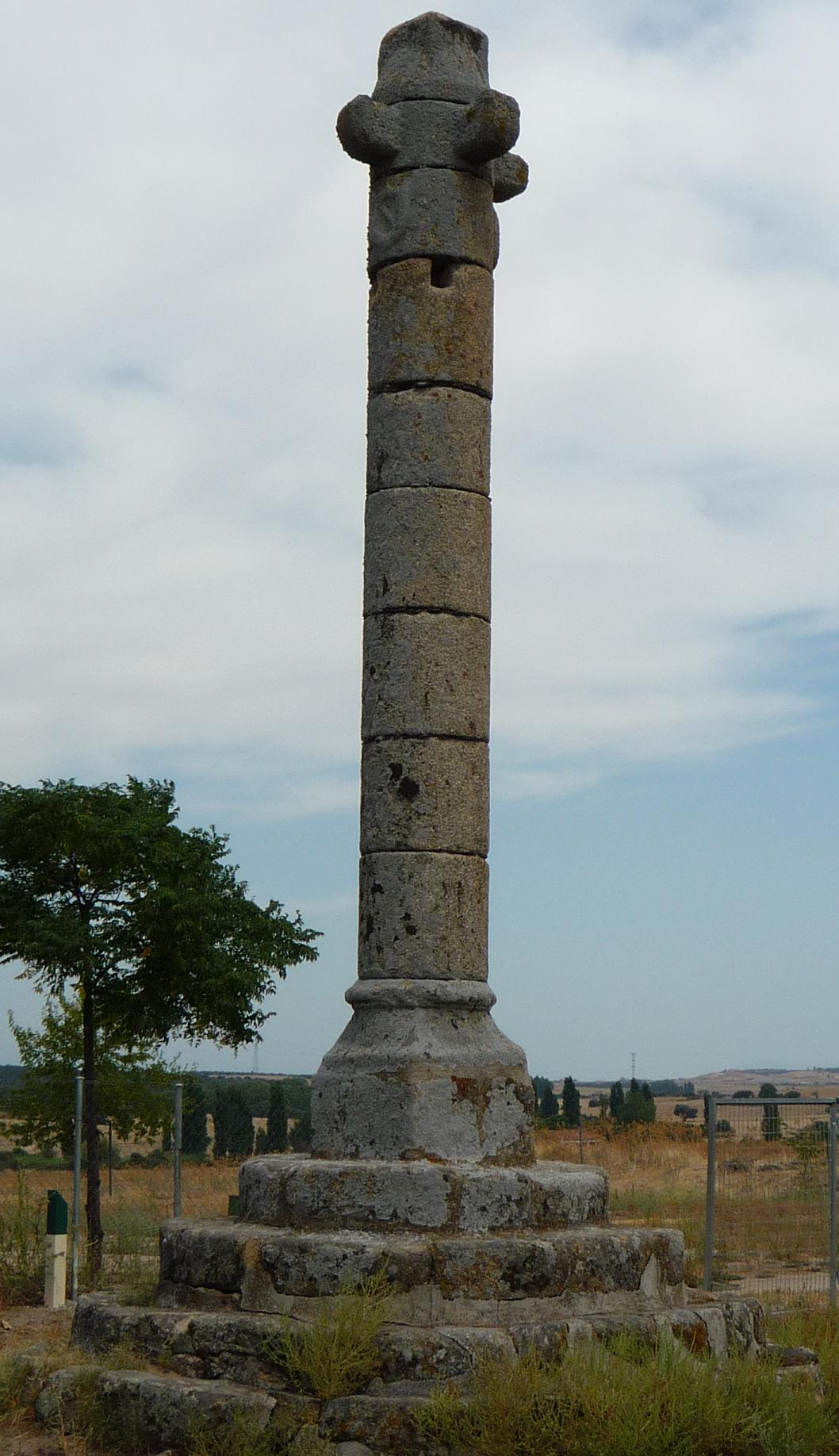
Rollo

En 1457 Enrique IV instituye el Condado de Miranda del Castañar que ostenta, ente otras muchas villas y tierras, la propiedad de La Puebla y de sus anexos Valdeverdeja, El Gordo, Berrocalejo, así como Bohonal de Ibor y Talavera la Vieja. El primer conde de Miranda era, al mismo tiempo, señor de Peñaranda de Duero, título transformado en ducado a final del siglo XVI. Desde entonces y hasta el día de hoy, la Puebla de Naciados y, por lo tanto, El Gordo han estado vinculados al ducado de Peñaranda que aún hoy mantiene importantes propiedades como El Guadalperal en las tierras de la desaparecida villa.
Avanzada la Reconquista y situada la frontera bien al sur, pierde esta región importancia estratégica al tiempo que gana importancia comercial y económica. En efecto el paso de mercancías y personas por el puente del Conde, así como el del ganado trashumante de la Cañada segoviana reportaba saneados ingresos para la villa y para las arcas condales. Y, por otra parte, los molinos, aceñas y batanes, algunos en uso hasta tiempos recientes, producían igualmente importantes ingresos. La construcción en 1537 del puente de Almaraz y la paulatina creación de la carrera de Extremadura hacen que el Puente del Conde deje de resultar paso obligado y comience a perder importancia económica para la Villa.
Además de los citados molinos y batanes del río, la importancia económica de esta zona se basaba en la floreciente ganadería de sus dehesas, en los regadíos con cultivos de lino en Valdeverdeja que tenía importantes telares y algodón en La Monja junto con otros productos típicos del regadío y, en los últimos tiempos, tabaco.
El camino que baja de esta ciudad por los puertos, recibió el nombre de "carrera de La Puebla", signo de la importancia que, como capital del Campo Arañuelo, tuvo la Puebla de Naciados para la gente de Ávila.
Mudo testigo de aquellos tiempos el rollo, con el escudo de los Zúñigas, sigue hoy en pie contemplando la ruina total del caserío y de la iglesia que, bajo la advocación de Santiago, se levantaba orgullosa a su frente y buscando inútilmente entre las encinas de La Cardenilla y de Bercinuño el camino que Roma construyera.

### Edad Contemporánea
Durante la Guerra de la Independencia, un destacamento francés bajo el mando de Mortier, se asentó en El Gordo. Cometieron numerosas tropelías, entre ellas el saqueo de la iglesia. Un sacristán salvó las hostias consagradas de la profanación y se las entregó a la Madre Inés de Santa Teresa de Jesús, quien las ocultó hasta encontrar un sacerdote que las consumiera. La Madre Inés, carmelita, nacida como Inés Alía Igual de Soria, gordeña, estaba refugiada en su pueblo porque los franceses habían ocupado su convento en Talavera. Hoy está beatificada por la Iglesia en la espera de que se la ascienda a los altares. Era sobrina de un personaje importante en la época y nada valorado por sus paisanos actuales. Se trata de Lorenzo Igual de Soria que fue doctor en Derecho Canónigo y Civil, catedrático de la Universidad Complutense, inquisidor del Santo Oficio de Madrid, párroco de la iglesia de San Ginés en Madrid y obispo de Pamplona y de Plasencia y miembro de las Cortes Constituyentes de Cádiz.
Se desconoce el origen del nombre de esta villa, circulando diversas leyendas al respecto, pero dado que este pueblo perteneció a la provincia de Ávila hasta el 30 de noviembre de 1833 cuando se crea la provincia de Cáceres. A la caída del Antiguo Régimen la localidad se constituye en municipio constitucional en la región de Extremadura y desde 1834 queda integrado en el partido judicial de Navalmoral de la Mata. En el censo de 1842 contaba con 150 hogares y 821 vecinos.
La historia documental de la villa de la Puebla de Santiago del Campo Arañuelo y la propia de El Gordo, para vergüenza de todos los nacidos en estas tierras, fue arrojada a un vertedero y prendida fuego por la incultura de un alcalde reciente que, al reformar el edificio del Ayuntamiento, quiso desprenderse de todos aquellos "papeles viejos". Entre estos viejos papeles la cesión de tierras a "vecinos y moradores" de El Gordo por parte de la emperatriz de Francia, Eugenia de Montijo que pasó largas temporadas de su vida en esta villa, en el palacio ducal del conde de Peñaranda en El Guadalperal, donde recibía frecuentes visitas del rey de España y sobrino suyo.

## Demografía
El Gordo cuenta con una población de 369 habitantes (INE 2024).
| Gráfica de evolución demográfica de El Gordo entre 1842 y 2021                                                                                              |
| |
| Población de derecho según los censos de población del INE Población de hecho según los censos de población del INEEn este censo se denominaba Gordo: 1842. |

## Administración y política
| Partidos políticos en el Ayuntamiento del Gordo (2023-actual.) |            |
| Partido político                                               | Concejales |
| Vox                                                            | 1          |
| Partido Popular                                                | 3          |
| Partido Socialista Obrero Español                              | 3          |

## Patrimonio

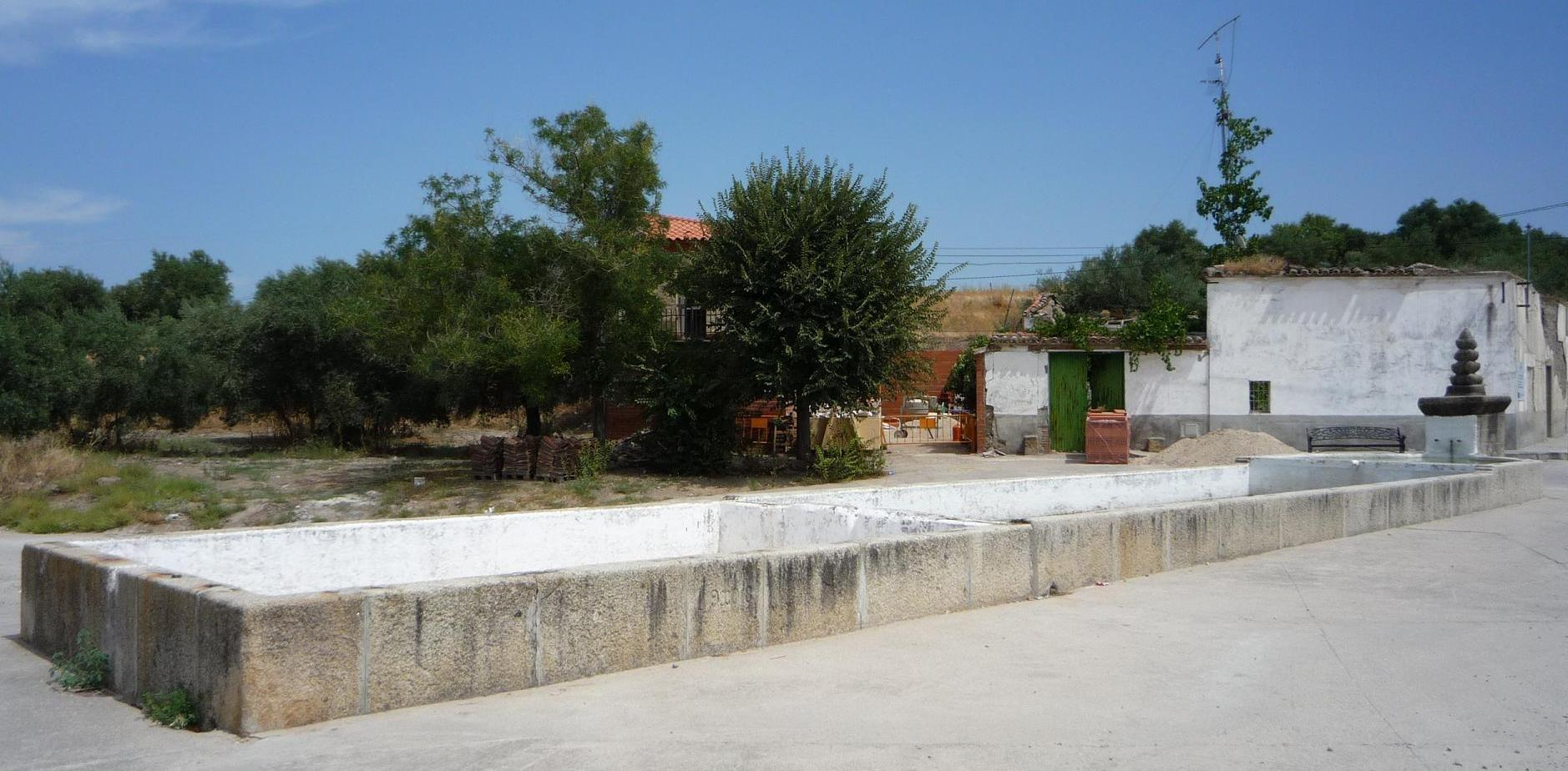
Abrevadero en El Gordo

El Gordo hereda el título de villa de La Puebla y se va desarrollando un caserío a ambos lados del camino que, partiendo del centro de la antigua villa, conduce hasta Berrocalejo. Destaca entre el caserío que constituye la villa, la iglesia parroquial católica bajo la advocación de San Pedro Apóstol, en la archidiócesis de Mérida-Badajoz, diócesis de Plasencia, arciprestazgo de Navalmoral de la Mata. Es un edificio de gran porte, formado por una nave central y dos pequeñas laterales, construido todo él en piedra. Es interesante la bóveda del altar mayor de trazado sobrio y elegante. Anexo a la iglesia y de construcción posterior, en sillería, el edificio de la sacristía, con una bóveda similar a la citada del altar mayor. La espadaña de ladrillo contrasta vivamente con el resto de la fábrica. Sustituyó a la torre original, de piedra, que se desplomó.